# Egon Wolff (Historiker)

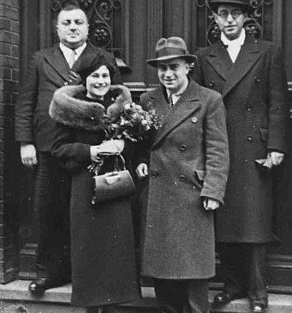
Frieda und Egon Wolff, Hochzeitsbild (1934)

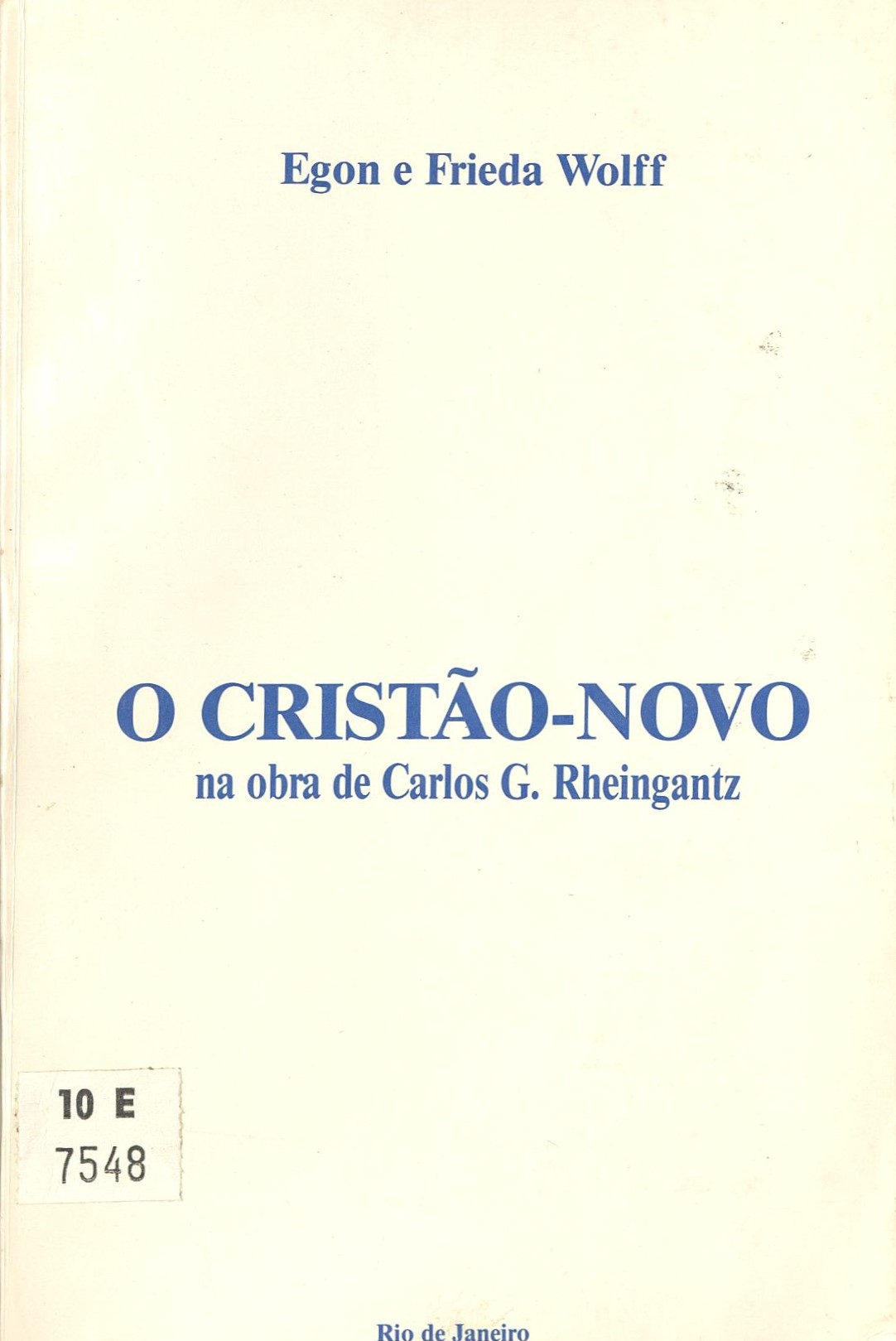
Cristão-novo (1990)

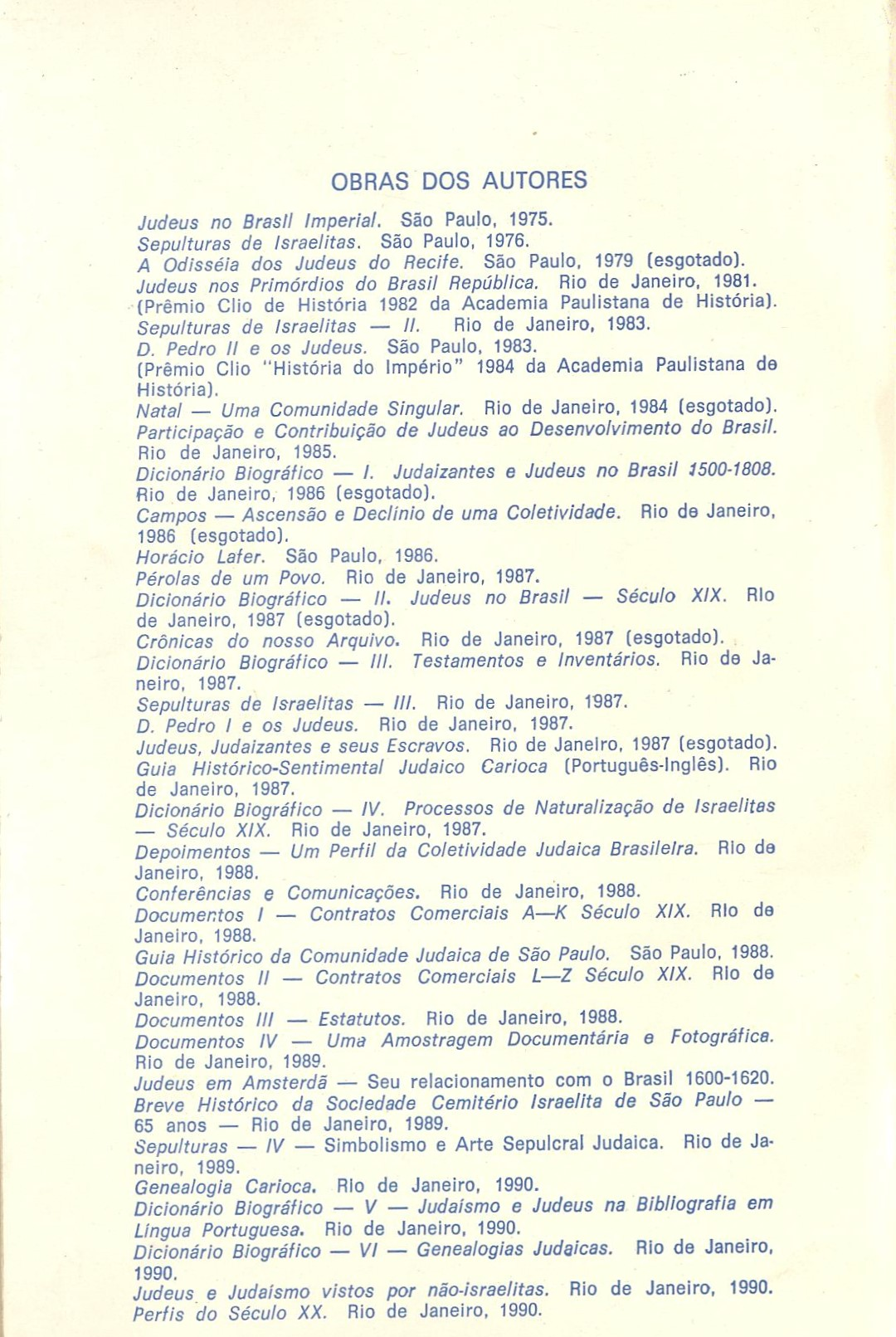
Egon & Frieda Wolff Schriftenverzeichnis (1990)

Egon Wolff (geboren 28. Juli 1910 in Budsin, Deutsches Reich; gestorben 23. Januar 1991 in Rio de Janeiro) war ein brasilianischer Kaufmann und Historiker deutscher Herkunft.

## Leben
Egon Wolff war ein Sohn des Nathan Wolff und seiner Frau Dorothea. Die jüdische Familie zog 1920 aus der nunmehr polnischen Provinz Posen ins Ruhrgebiet nach Herne. Das letzte Jahr des Gymnasiums absolvierte er in Berlin und begann 1930 dort das Studium der Rechtswissenschaften. Nach der Machtübergabe an die Nationalsozialisten 1933 konnte er seine strafrechtliche Dissertation nicht mehr verteidigen, sondern musste das Studium abbrechen. Er heiratete 1934 die 1911 in Berlin geborene Studentin Frieda Paliwoda. Beide flohen im Dezember 1935 in die Tschechoslowakei und gelangten im Februar 1936 nach Brasilien. Wolff schlug sich zunächst als Übersetzer in São Paulo durch und gründete 1937 ein Importgeschäft für optische Geräte, das er bis 1969 führte. Seit 1948 lebte er in Rio de Janeiro.
Wolff engagierte sich in Rio in der jüdischen Gemeinde und war ab 1963 (mit einer Unterbrechung) bis 1967 Präsident der Sociedade Beneficiente Israelita. Seit 1967 forschte und publizierte er zusammen mit seiner Frau zu Themen der Geschichte der Juden in Brasilien, sie publizierten 30 Schriften.
Wolff wurde 1981 Mitglied im Instituto Histórico e Geográfico Brasileiro (IHGB) und in verschiedenen regionalen Verbänden. Er war außerdem Mitglied der Academia Paulista de História und der União Brasileira de Escritores. Egon Wolff und Frieda Wolff gründeten das Jüdisch-Brasilianische Historische Archiv in São Paulo.

## Schriften (Auswahl)
- Egon Wolff; Frieda Wolff: Judeus nos Primórdios do Brasil-República: visto especialmente pela documentação no Rio de Janeiro. Rio de Janeiro : Bialik, 1982
- Egon Wolff; Frieda Wolff: D. Pedro II e os Judeus. Rio de Janeiro : B’Nai B’Rith S/C, 1983, Prêmio Clio de História do Império 1984
- Egon Wolff; Frieda Wolff: Campos - Ascensão e declínio de uma coletividade. Rio de Janeiro : Erca, 1986
- Egon Wolff; Frieda Wolff: Perfis Do Seculo XX. Rio de Janeiro, 1990
- Egon Wolff; Frieda Wolff: O cristão-novo na obra de Carlos G. Rheingantz : primeiras famílias do Rio de Janeiro; (séculos XVI e XVII). Rio de Janeiro, 1990
- Coletânea de artigos e conferências. 1991